# Sollys
Sollys er det ord, man bruger i daglig tale om den synlige del af Solens elektromagnetiske stråling. Sollyset opdeles af os naturligt i ultraviolet sollys; (lidt UVB), UVA, synligt lys og nærinfrarødt sollys; NIR (0,7–5 µm).
Sollys er kilden til al energi i økosystemerne. Den opfanges af klorofylmolekylerne og omdannes igennem fotosyntesen til kemisk energi, som er bundet i druesukker. Planterne bruger selv en betydelig del af den opsamlede energi i deres respiration, men en væsentlig del går ind i fødenettene via planteæderne.
Entropien gør, at den omdannede solenergi går tabt som varmestråling i forbindelse med respiration i hvert enkelt trofisk niveau. Den samlede varmeopbygning udstråles fra kloden til verdensrummet, – hvis ellers ikke drivhusgasser lægger sig imellem.
Under normale forhold vil energimængden i sollys svare til mængden af varmeudstråling til rummet, sådan at kloden hverken bliver varmere eller koldere. Drivhuseffekten gør, at der ophobes varme på kloden, og diskussionen går da på, om de målbare forandringer i klimaforholdene mest af alt skyldes naturlige udsving, eller om de hovedsageligt skyldes menneskeskabte ændringer i atmosfærens sammensætning.